# Кавендиш, Элизабет, герцогиня Девонширская
Элизабет Кавендиш (англ. Elizabeth Cavendish), урождённая Элизабет Кристиана Херви (англ. Elizabeth Christiana Hervey; 13 мая 1759 — 30 марта 1824) — герцогиня Девонширская, британская писательница и близкая подруга Джорджианы Кавендиш, герцогини Девонширской, ставшая причиной её фактического прекращения отношений с герцогом Девонширским и родившая от него детей, а после смерти Джорджианы официально вышедшая за него замуж. По первому браку с 1779 года была известна как леди Элизабет Фостер (англ. Lady Elizabeth Foster).

## Биография
Леди Элизабет была дочерью Фредерика Херви, 4-го графа Бристоля, и была известна в семейном кругу под прозвищем Бесс. Она родилась в небольшом особняке в Хоррингере, Сент-Эдмундсбери, графство Суффолк, Англия. В 1776 году вышла замуж за ирландца Джона Томаса Фостера (1747—1796). Когда её отец стал в 1779 году графом Бристольским, она стала леди Элизабет Фостер. В браке родилось трое детей; два сына, Фредерик (3 октября 1777—1853) и Августус Джон Фостер (декабрь 1780—1848), а также дочь, Элизабет (названная в честь матери), которая родилась недоношенной 17 ноября 1778 года и прожила только 8 дней. После 1779 года супруги жили вместе с родителями в Айкуорте в графстве Суффолк. Брак не был счастливым, спустя пять лет супруги развелись, предположительно после того, как у Фостера начался роман со служанкой. Фостер сохранил право опеки над своими сыновьями и на протяжении 14 лет не позволял мальчикам видеться с Бесс.
В мае 1782 года Бесс встретила герцога и герцогиню Девонширских в Бате и вскоре стала близкой подругой Джорджианы. С этого времени она жила совместно с Джорджианой и её супругом Уильямом, 5-м герцогом Девонширским, на протяжении порядка 25 лет. От герцога она родила двоих детей: дочь, Кэролайн Сент-Жюль, и сына, Огастуса (позже Огастуса Клиффорда, 1-го баронета), которые были воспитаны в Девоншир-хаусе вместе с законными детьми герцога от Джорджианы. С благословения Джорджианы леди Элизабет вышла замуж за герцога в 1809 году, через три года после смерти Джорджианы, всё это время она жила в его доме.
По некоторым данным, имела романы со многими другими мужчинами. Скончалась в 1824 году во время поездки в Рим.